# Słupie (województwo lubelskie)
Słupie – wieś w Polsce położona w województwie lubelskim, w powiecie janowskim, w gminie Modliborzyce.
| SIMC    | Nazwa         | Rodzaj    |
| ------- | ------------- | --------- |
| 0799807 | Grabczycha    | część wsi |
| 0799813 | Księże Słupie | część wsi |

## Krótki opis
Wieś szlachecka Słupia położona była w drugiej połowie XVI wieku w powiecie urzędowskim województwa lubelskiego. W latach 1975–1998 miejscowość położona była w województwie tarnobrzeskim. Według Narodowego Spisu Powszechnego (III 2011 r.) liczyła 424 mieszkańców i była siódmą co do wielkości miejscowością gminy Modliborzyce. Miejscowa ludność wyznania katolickiego przynależy do Parafii św. Stanisława w Modliborzycach.

## Historia
Niestety nie można dokładnie ustalić kiedy powstała miejscowość. Nazwa wsi należy utożsamiać z nazwą typu obronnego i oznacza najprawdopodobniej siedzibę załogi, która strzegła grodu kasztelańskiego (chodzi tu o Zawichost). Na takiej podstawie wnioskować można, że Słupie mogło już istnieć w XIII w. Pierwsza wzmianka o wsi jednak pochodzi już z 1412 r. Wtedy to Jan Dłuto nadał nowo erygowanemu kościołowi w Słupiu borek z barciami i 7 łanów ziemi, na części których pleban osadził z czasem chłopów. W XVI w. wieś dzierżyli Bystramowie. Natomiast pod koniec XVI w. Słupie zakupili Rzeczyccy, a od nich w I połowie XVII wieku Wiotescy. W 1631 r. Stanisław Wioteski podjął udaną lokację na gruntach Słupi miasteczka Modliborzyce, dokąd, po zbudowaniu tam w 1664 r. kościoła, przeniesiono parafię. W I połowie XVIII w. dziedzicami rozległych dóbr modliborskich, w tym Słupia, zostali Nahoreccy. Podczas wojny północnej miejscowość doznała zniszczeń. Na przestrzeni XVIII w. istniał młyn, barcie pszczele i zabudowania dworskie. W I połowie XVIII w. Słupie pozostawało we władaniu, na prawie zastawu, Józefa Bielskiego. Składał on wielokrotne skargi na Nahoreckich, którzy dopuścili się wielu krzywd wobec poddanych (niszczenie chałup, wyganianie chłopów). Od końca XVIII w. wieś należała do Dolińskich, a od 1862 r. do Gorzkowskich. Podczas powstania styczniowego oddział powstańczy stoczył pod Słupią potyczkę z Rosjanami (23 stycznia 1863 r.). Reforma z 1864 r. uwłaszczyła 23 gospodarzy (w tym 8 w Słupiu Księżym). Według spisu powszechnego z 1921 r. wieś liczyła 45 domów i 288 mieszkańców. W latach dwudziestych powstało Koło Młodzieży Wiejskiej. Szesnastego września 1939 r. Słupie zostało zbombardowane przez lotnictwo niemieckie.

## Części wsi
- Grabczycha – część wsi, wzmiankowana w już w 1865 r. Została zasiedlona przez osadników z Galicji. W 1921 r. liczyła 7 domów i 45.
- Kornelówka – część wsi, początkowo był to folwark wyodrębniony pod koniec XIX w. z dóbr modliborskich. Na początku XX w. powstała kolonia, która w 1921 r. liczyła 8 domów i 51 mieszkańców.